# Gabela Polje
Gabela Polje je mjesna zajednica i rimokatolička župa s područja Grada Čapljina, Federacija BiH, BiH, na samoj granici s Republikom Hrvatskom, gradom Metkovićem.

## Stanovništvo
Nacionalni sastav stanovništva 1991. godine, bio je sljedeći:
ukupno: 1091
- Hrvati - 1073
- Muslimani - 4
- Srbi - 4
- Jugoslaveni - 1
- ostali - 9

## Župa Gabela Polje
Župa Gabela Polje pripada Mostarsko-duvanjskoj biskupiji, a nastala je odvajanjem od župe Gabela na blagdan Presvetog Trojstva 1977. Za titulara župe odabran je isti blagdan, a kao suzaštitnica župe, slavi se blagdan Kraljice neba i zemlje, 22. kolovoza. Prvi župnik bio je don Damjan Raguž.
U počecima župe, služba se održavala u kapelici groblja. Početkom 1980.-ih počinje izgradnja župnog stana i današnje vjeronaučne dvorane, koja je služila kao crkva do izgradnje današnje crkve Presvetog Trojstva. Gradnja crkve počinje sredinom 1980.-ih, i traje sve do 1990. kad je blagoslovom zvona završena izgradnja zvonika i sakristije. Na tri prozora crkve iznad oltara su vitraji, rad akademskog kipara, slikara i grafičara Ante Starčevića. Sredinom 1990.-ih stara kapelica u groblju je srušena, a na njenom mjestu je izgrađena nova kapelica sv. Josipa. Osim u župnoj crkvi, služba se održava i u filijalnoj crkvi sv. Ane u Crnićima.
Od 1991. godine, kao prvi samostan toga reda u BiH, u župi djeluju i časne sestre Karmelićanke Božanskog Srca Isusova.

### Popis župnika
- don Damjan Raguž (1977. – 1993.)
- don Srećko Majić (1993. – 2006.)
- don Marko Kutleša (2006. – 2020.)
- don Bernard Marijanović (2020. -)

## Znamenitosti
- spomenik braniteljima poginulima u Domovinskom ratu, podignut 2019.
- zavjetni križ, podignut 2023.

## Galerija
- Vitraj Kraljice neba i zemlje
- Vitraj križa
- Vitraj Presvetog Trojstva
- Kapelica sv. Josipa
- Spomenik poginulim braniteljima
- Zavjetni križ